# كولوبنط أجمي
كولوبنط أجمي (الاسم العلمي:Colobanthus caespitosus) هو نوع من النباتات يتبع جنس الكولوبنط من الفصيلة القرنفلية.